# Антон Евзебиус фон Кьонигсег-Аулендорф
Антон Евзебиус фон Кьонигсег-Аулендорф (на немски: Anton Eusebius Graf von Königsegg-Aulendorf; * 25 май 1639; † 1 юни 1692) от стария швабски благороднически род Кьонигсег е имперски граф на Кьонигсег и Аулендорф. Кьонигсег днес е част от Гугенхаузен в Баден-Вюртемберг.

## Произход
Той е вторият син на граф Йохан Георг фон Кьонигсег-Аулендорф († 1666) и графиня Елеонора фон Хоенемс (1612 – 1675), дъщеря на граф Каспар фон Хоенемс (1573 – 1640) и фрайин Елеонора Филипина фон Велшперг (1573 – 1614). Баща му Йохан Георг е майордом и 1662 г. първи министър на ерцхерцог Зигисмунд Франц Австрийски-Тирол. По-големият му брат е неженения граф Франц Антон фон Кьонигсег-Аулендорф (1638 – 1709).
Антон Евзебиус фон Кьонигсег-Аулендорф умира на 53 години на 1 юни 1692 г.

## Фамилия
Първи брак: през 1662 г. за графиня Доротея Генофефа фон Турн († 17 април 1671), дъщеря на граф Кристоф Рихард фон Турн и графиня Барбара Хелена фон Тун. Те имат две деца:
- Франц Максимилиан Евзебиус фон Кьонигсег-Аулендорф (* 7 май 1669; † 17 февруари 1710, Фогтия), женен на 22 февруари 1693 г. във Виена за графиня Мария Антония Бройнер (* 12 август 1669, Виена; † 6 май 1740, Прусцка, Унгария); имат два сина и две дъщери
- Мария Анна Евзебия фон Кьонигсег-Аулендорф (* 1670; † 23 октомври 1716, дворец Щетенфелс), омъжена на 5 февруари 1687 г. за граф Франц Антон фон Хоенцолерн-Зигмаринген-Хайгерлох (* 2 декември 1657, дворец Зигмаринген; † 14 октомври 1702, Фридлинген в битка), син на княз Майнрад I фон Хоенцолерн-Зигмаринген (1605 – 1681) и фрайин/графиня Анна Мария фон Тьоринг-Зеефелд (1613 – 1682).

Втори брак: на 13 юли 1672 г. в Зигмаринген за графиня Анна Мария фон Хоенцолерн-Зигмаринген (* 26 август 1654, Зигмаринген; † 27 август 1678), сестра на граф Франц Антон фон Хоенцолерн-Зигмаринген-Хайгерлох, дъщеря на княз Майнрад I фон Хоенцолерн-Зигмаринген (1605 – 1681) и фрайин/графиня Анна Мария фон Тьоринг-Зеефелд (1613 – 1682). Бракът е бездетен. Тя умира на 24 години.
Трети брак: през 1679 г. за графиня Мария Анна Катарина фон Монфор-Тетнанг († 29 ноември/13 декември 1686), дъщеря на граф Йохан VIII фон Монфор-Тетнанг (1627 – 1686) и графиня Мария Анна Евзебия фон Кьонигсег (1627 – 1656), внучка на Марквард фон Кьонигсег-Аулендорф († 1626), правнучка на фрайхер Йохан Якоб фон Кьонигсег († 1567), дъщеря на граф Ханс Вилхелм фон Кьонигсег-Аулендорф († 1663) и трушсеса Валбурга Евзебия фон Валдбург (1595 – 1671). Бракът е бездетен.
Четвърти брак: на 1 септември 1688 г. за графиня Кристина Луция фон Хоенлое-Бартенщайн (* 21 февруари 1663, Шилингсфюрст; † 20 юни 1713, Вюрцбург), дъщеря на граф Кристиан фон Хоенлое-Бартенщайн и Глайхен (1627 – 1675) и Луция
Мария Елеонора фон Хатцфелд и Глайхен (1634 – 1716). Бракът е бездетен. Кристина Луция умира на 50 години във Вюрцбург и е погребана в Шилингфюрст.

## Галерия
- Замък Кьонигсег
- Дворец Аулендорф